# 銀河伝説/愛の生命
「銀河伝説／愛の生命」（ぎんがでんせつ／あいのいのち）は、1980年8月5日にリリースされた岩崎宏美の21枚目のシングル。

## 概要
本作は両A面シングルとしてリリースされた。「愛の生命」は東映劇場用アニメ『ヤマトよ永遠に』の劇中歌に使用。「銀河伝説」は同作の幕間で使用したほか、テレビアニメ『宇宙戦艦ヤマトIII』第1・2話のエンディングテーマとして、さらに44年ぶりのリメイク版『ヤマトよ永遠に REBEL3199』のエンディングにも再使用された。
作詞家・阿久悠が岩崎のシングルを担当するのは、2年前の1978年7月に発売された『シンデレラ・ハネムーン』以来、7作品振りとなる。
映画の大ヒットとともに、「銀河伝説」もオリコンチャートでベスト20入りを果たし、第22回日本レコード大賞・金賞を受賞した。

## 収録曲
1. 銀河伝説（3分16秒）
作詞：阿久悠／作曲：宮川泰／編曲：川口真
2. 愛の生命（3分41秒）
作詞：山口洋子／作曲：浜田金吾／編曲：戸塚修

## 競作・カバー
銀河伝説
- 布施明 - 1980年7月5日発売のシングル「愛よその日まで」に収録（キングレコード）
- 堀江美都子 - 1980年12月10日発売のアルバム『宇宙戦艦ヤマト 主題歌ヒット曲集』に収録（日本コロムビア）[2]。

愛の生命
- 堀江美都子 - 1980年12月10日発売のアルバム『宇宙戦艦ヤマト 主題歌ヒット曲集』に収録（日本コロムビア）